# 蘭道夫縣 (喬治亞州)
蘭道夫縣（英語：Randolph County）是美國喬治亞州西南部的一個縣。面積1,116平方公里。根據美國2000年人口普查，共有人口7,791人。縣治卡斯伯特（Cuthbert）。
成立於1828年12月20日。縣名紀念曾代表維吉尼亞州任眾議員、參議員約翰·蘭道夫（John Randolph）。